# تصديق البرلمان البريطاني على غزو العراق
مُنحت موافقة البرلمان البريطاني على غزو العراق من قبل الأعضاء المنتخبين في مجلس العموم البريطاني لحكومة توني بلير عشية غزو العراق عام 2003، بعد تصويتين في 18 مارس 2003. بدأت العملية العسكرية البريطانية المسماة رمزيا عملية تيليك بعدها بيوم واحد.

## الخلفية الدستورية
ليس هناك شرط دستوري للتاج لطلب أي شكل صريح من الموافقة البرلمانية قبل إلزام القوات البريطانية بالعمل العسكري. يحق لصاحب السيادة، بموجب الامتياز الملكي، أن يأمر ببدء العمل العسكري، الذي يُعطى عادة بناء على مشورة حكومة صاحبة الجلالة.
بيد أن الجدل السياسي حول ما إذا كان سيتم المشاركة في العمل العسكري، الذي شمل الشرعية القانونية وكذلك أسئلة السياسة الخارجية، كان قيد المناقشة لسنوات عديدة. وفي وقت مبكر من عام 1999، اقترح النائب المناهض للحرب، تام دالييل، مشروع قانون حكم مدته عشر دقائق يسمى العمل العسكري ضد العراق (الموافقة البرلمانية) «لطلب الموافقة المسبقة، بأغلبية بسيطة من مجلس العموم، للعمل العسكري من قبل القوات البريطانية ضد العراق». حصل دالييل على إذن لإحضار مشروع قانونه، ولكن لا يمكن مناقشته والتصويت عليه لأنه مشروع قانون أثر على الامتياز الملكي، كان من الضروري موافقة الملكة قبل أن يمكن مناقشتها في البرلمان (المعروف باسم موافقة الملكة). أوصت الحكومة الملكة إليزابيث الثانية بحجب الموافقة، وهو ما فعلته، كما تتطلب الاتفاقية الدستورية.

## المناقشات في عام 2003 قبل 18 مارس
يعد نشر القوات البريطانية في المملكة العربية السعودية والكويت، إلى جانب قوات الولايات المتحدة، مقدمة واضحة للعمل العسكري. وجرت عدة مناقشات حول سياسة بريطانيا في العراق. وأخيراً، أصدر الرئيس الأمريكي بوش في 17 آذار مارس 2003 إنذارا للرئيس صدام حسين بترك السلطة في غضون 48 ساعة أو مواجهة عمل عسكري. وأيدت الأصوات السابقة سياسة الحكومة في معالجة قضية العراق من خلال الأمم المتحدة.

## مناقشة 18 آذار مارس
إن السيادي لديه السلطة لإعلان الحرب، كممارسة للامتياز الملكي، دون موافقة البرلمان. عادة ما كان هناك نقاش في البرلمان قبل أو بعد بدء الحروب السابقة. غير أنه تم إجراء تصويت لأول مرة، مما سمح للبرلمان بالتعبير عن موقفه فيما يتعلق بإعلان الحرب، على الرغم من أنه كان «رمزيًا بحتًا» و «غير ملزم للحكومة». وجرت المناقشة في 18 آذار مارس 2003، واستمرت من منتصف النهار إلى الساعة 10 مساء، وفي ذلك الوقت تم إجراء التصويتين البرلمانيين.
لقد التزم حزب العمال و‌المحافظون بالموافقة على الغزو، لكن ربع نواب حزب العمل صوتوا ضد الغزو. وعارض الديمقراطيون الليبراليون، الذين كان لديهم واحد من كل اثني عشر نائبا في البرلمان، الغزو.
إن خسر التصويت، لكان العديد من وزراء العمل قد استقالوا، بمن فيهم رئيس الوزراء توني بلير، أشار في خطابه إلى أنه سيستقيل إذا لم يتم تمرير التصويت.
يتعين على أعضاء المقاعد الأولى للحزب حسب التقاليد الاستقالة من هذا المنصب قبل أن يتمكنوا من التصويت ضد حزبهم. ولم تتحقق الاستقالات الجماعية المتوقعة من بين بعض صفوف هذه الأحزاب بعد استقالة روبن كوك.
قدمت الحكومة اقتراحا في البرلمان، تنص على:
يحيط هذا المجلس علما بقراراته المؤرخة 25 تشرين الثاني نوفمبر 2002 و 26 فبراير 2003 لتأييد قرار مجلس الأمن الدولي 1441 ؛ يعترف بأن أسلحة الدمار الشامل العراقية والصواريخ بعيدة المدى، واستمرار عدم امتثالها لقرارات مجلس الأمن يشكل تهديدا للسلم والأمن الدوليين؛ يلاحظ أنه في 130 يوما منذ اتخاذ القرار 1441 لم يتعاون العراق بنشاط، دون قيد أو شرط وعلى الفور مع مفتشي الأسلحة، ورفضت الفرصة النهائية للامتثال وهي في انتهاك مادي إضافي لالتزاماتها بموجب قرارات مجلس الأمن الإلزامية المتعاقبة; تأسف لأنه على الرغم من الجهود الدبلوماسية المستمرة التي تبذلها حكومة صاحبة الجلالة، لم يثبت أنه من الممكن الحصول على قرار ثان في الأمم المتحدة لأن أحد الأعضاء الدائمين في مجلس الأمن قد تم الإعلان عنه علنًا نيتها استخدام حق النقض مهما كانت الظروف؛ يلاحظ رأي النائب العام بأن العراق لم يمتثل وأن العراق كان وقت اتخاذ القرار 1441 ولا يزال في خرق مادي، أحييت سلطة استخدام القوة بموجب القرار 678 وهي مستمرة حتى اليوم; تعتقد أن المملكة المتحدة يجب أن تدعم سلطة الأمم المتحدة على النحو المنصوص عليه في القرار 1441 والعديد من القرارات التي تسبقها، وبالتالي، تؤيد قرار حكومة صاحبة الجلالة بأن تستخدم المملكة المتحدة جميع الوسائل اللازمة لضمان نزع سلاح أسلحة الدمار الشامل العراقية; يقدم الدعم الصادق لرجال ونساء القوات المسلحة لجلالة الملكة الذين هم الآن في الخدمة في الشرق الأوسط؛ في حالة العمليات العسكرية تتطلب، على أساس عاجل، أن تسعى المملكة المتحدة إلى قرار جديد لمجلس الأمن يؤكد وحدة أراضي العراق، ضمان التسليم السريع للإغاثة الإنسانية، والسماح برفع عقوبات الأمم المتحدة في أقرب وقت ممكن، برنامج إعادة إعمار دولي، واستخدام جميع عائدات النفط لصالح الشعب العراقي وتأييد إدارة مناسبة للعراق بعد انتهاء الصراع، تؤدي إلى حكومة تمثيلية تدعم حقوق الإنسان وسيادة القانون لجميع العراقيين؛ كما يرحب بالنشر الوشيك لخارطة الطريق التي وضعتها [[اللجنة الرباعية]] كخطوة مهمة لتحقيق تسوية سلمية عادلة ودائمة بين الإسرائيليين والفلسطينيين ومنطقة الشرق الأوسط الأوسع، وتؤيد دور حكومة صاحبة الجلالة في العمل بنشاط من أجل السلام بين إسرائيل وفلسطين.
اقتُرح تعديل يحث السلطة التنفيذية على انتظار مزيد من موافقة الأمم المتحدة. وقد أزال النص «يعترف بأن أسلحة العراق... في الشرق الأوسط» واستبدله بـ:

تعتقد هذه القضية... أن قضية الحرب ضد العراق لم تُثبت بعد، خاصة بالنظر إلى عدم وجود إذن محدد من الأمم المتحدة؛ ولكنه، في حالة بدء الأعمال العدائية، يتعهد بدعمها الكامل للقوات البريطانية المنخرطة في الشرق الأوسط، ويعرب عن إعجابه بشجاعتهم ومهارتهم وتفانيهم في الواجب، ويأمل أن تنتهي مهامهم بسرعة مع الحد الأدنى من الضحايا من جميع الجهات...
صوت البرلمان على النص المعدل في تصويت في 9:15 مساءً، لكن التعديل هزم بأغلبية 396 صوتًا مقابل 217 صوتًا.
وعند الساعة العاشرة مساءً، تم تمرير الاقتراح بدون التعديل بأغلبية 412 صوتًا مقابل 149 صوتًا، مما يدل على موافقة البرلمان على الغزو. انطلقت الحملة العسكرية البريطانية ضد العراق، المعروفة باسم عملية تيليك، بعد ذلك بيوم واحد.
| 18 مارس 2003 يجب على حكومة صاحبة الجلالة استخدام جميع الوسائل اللازمة لضمان نزع سلاح أسلحة الدمار الشامل العراقية الأغلبية المطلقة: 330/659 | |           |
| صوت | الأحزاب | الأصوات   |
| نعم | حزب العمال (254), حزب المحافظين (146), حزب ألستر الوحدوي (6), الحزب الديمقراطي الاتحادي (5), محافظ مستقل (1)                                                                                | 412 / 659 |
| لا | حزب العمال (84), الديمقراطيون الليبراليون (52), الحزب الوطني الإسكتلندي (5), حزب ويلز [الإنجليزية] (4), حزب المحافظين (2), المجتمع المستقل والاهتمام الصحي (1), الحزب الاشتراكي العمالي (1) | 149 / 659 |
| امتناع | رئيس مجلس العموم (1), حزب العمال (69), حزب المحافظين (17), شين فين (4), الحزب الاشتراكي العمالي (2), الديمقراطيون الليبراليون (1)                                                           | 94 / 659  |
| فارزي الأصوات | حزب العمال (3)، حزب المحافظين (1)؛ لم تحسب في الأصوات الإجمالية | 4 / 659   |